# Marek Moszczyński (poseł)
Marek Jacek Moszczyński (ur. 23 maja 1962 we Wrocławiu) – polski polityk, przedsiębiorca, poseł na Sejm I kadencji.

## Życiorys
W 1988 ukończył studia na wydziale mechaniczno-energetycznym Politechniki Wrocławskiej. Pełnił funkcję posła na Sejm I kadencji wybranego w okręgu jeleniogórsko-legnickim z listy Kongresu Liberalno-Demokratycznego. Po zakończeniu pracy w parlamencie zajął się prywatną działalnością gospodarczą. Był pierwszym pełnomocnikiem Platformy Obywatelskiej w powiecie zgorzeleckim, należał do władz lokalnych tego ugrupowania.